# Alfons och hemlige Mållgan
Alfons och hemlige Mållgan är en barnbok skriven av Gunilla Bergström 1976. Den är en i serien av böcker som handlar om Alfons Åberg och är utgiven av Rabén & Sjögren Bokförlag.
En animerad filmatisering premiärvisades i SVT2 den 1 januari 1980.

## Handling
Alfons Åberg har tråkigt och finner tröst i att leka med sin hemliga kompis Mållgan. De leker med leksakståg och plötsligt är pappas rökpipa, vilken de lånat till lokomotivets skorsten, borta. Pappa tjurar när de ska duka fram, när de äter och har bråttom till "dagis". Mållgan skall hela tiden vara med på ett hörn. När de är hemma igen får Mållgan en present för att han skall flytta. Det visar sig vara nya batterier till Alfons ficklampa, och med ficklampans hjälp får Alfons (och Mållgan) syn på pappas rökpipa. Pappa blir nöjd och Mållgan skall inte längre vara i vägen.

## Övrigt
I februari 2009 friades en 23-årig man i Sverige, anklagad för rattfylleri, i en rättegång där det uppmärksammades att han påstått att en man vid namn Mållgan kört hans bil.

### Fotnoter
1. ↑  ”Alfons och hemlige Mållgan”. Worldcat. 25 februari 1976. https://www.worldcat.org/title/alfons-och-hemlige-mallgan/oclc/186065459&referer=brief_results. Läst 15 januari 2015.
2. ↑  ”Alfons och hemlige Mållgan”. Svensk mediedatabas. 1 januari 1980. http://smdb.kb.se/catalog/id/001690197. Läst 31 augusti 2012.
3. ↑  ”Skyllde på Mållgan – friades”. Svenska Dagbladet. 7 februari 2009. http://www.svd.se/nyheter/inrikes/skyllde-pa-mallgan-friades_2436807.svd. Läst 18 mars 2012.